# Opéra khédival du Caire
L'opéra khédival du Caire est une ancienne institution culturelle égyptienne, dont l'administration était installée dans le centre-ville du Caire, en Égypte.

## Histoire
Dans la seconde moitié du XIXe siècle, le khédive Ismaïl, grand amateur d'art lyrique, décide de construire le premier opéra du Caire, qui est aussi le premier opéra d'Afrique, à l'occasion de l'ouverture du canal de Suez. En effet, cet événement mondial doit faire l'objet de fêtes grandioses auxquelles participeront les plus grandes personnalités de l'époque. L'opéra est inauguré le 1er novembre 1869, avec une représentation de Rigoletto, de Verdi. La création d'Aïda de Verdi, qui devait se dérouler lors de cette inauguration, n'aura lieu que le 24 décembre 1871, le compositeur ayant pris du retard dans son travail, à cause de la guerre franco-allemande de 1870.
L'opéra du Caire est détruit par un incendie le 28 octobre 1971.
Un nouveau bâtiment est construit, grâce à l'aide financière du Japon, et est inauguré le 10 octobre 1988 par le président Mohamed Hosni Moubarak, en présence du prince Tomohito de Mikasa, frère de l’empereur du Japon. Il est situé dans la partie sud de l'île de Gezira, à 280 m de la tour du Caire.

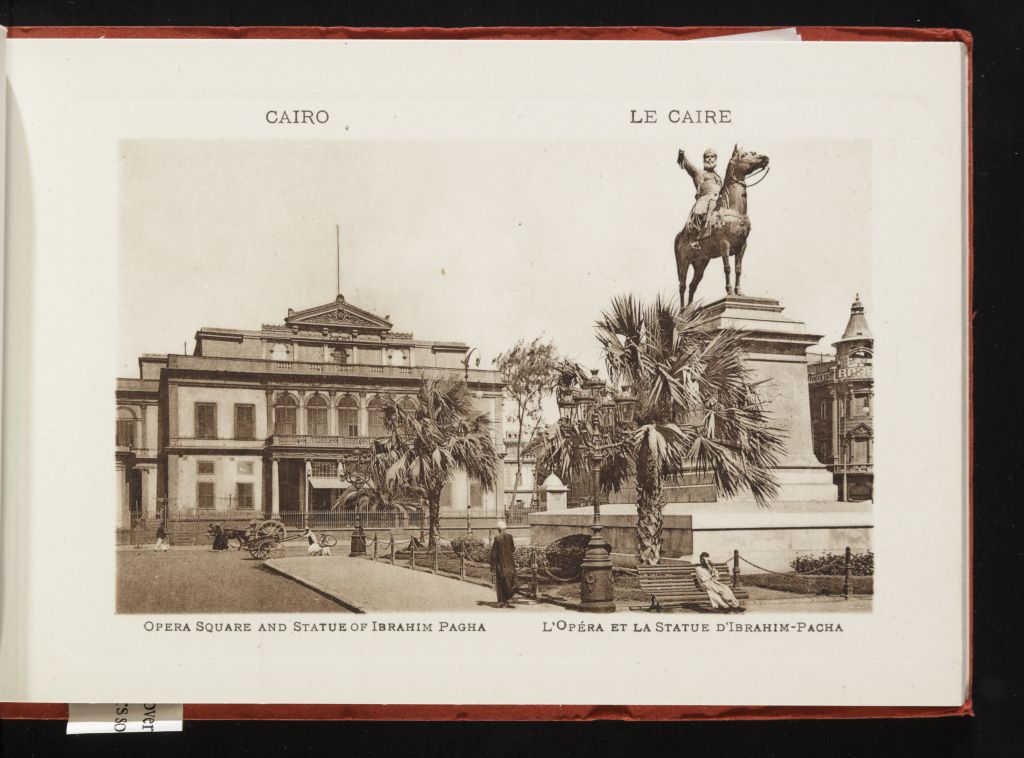
La place de l'opéra et la statue d'Ibrahim Pacha
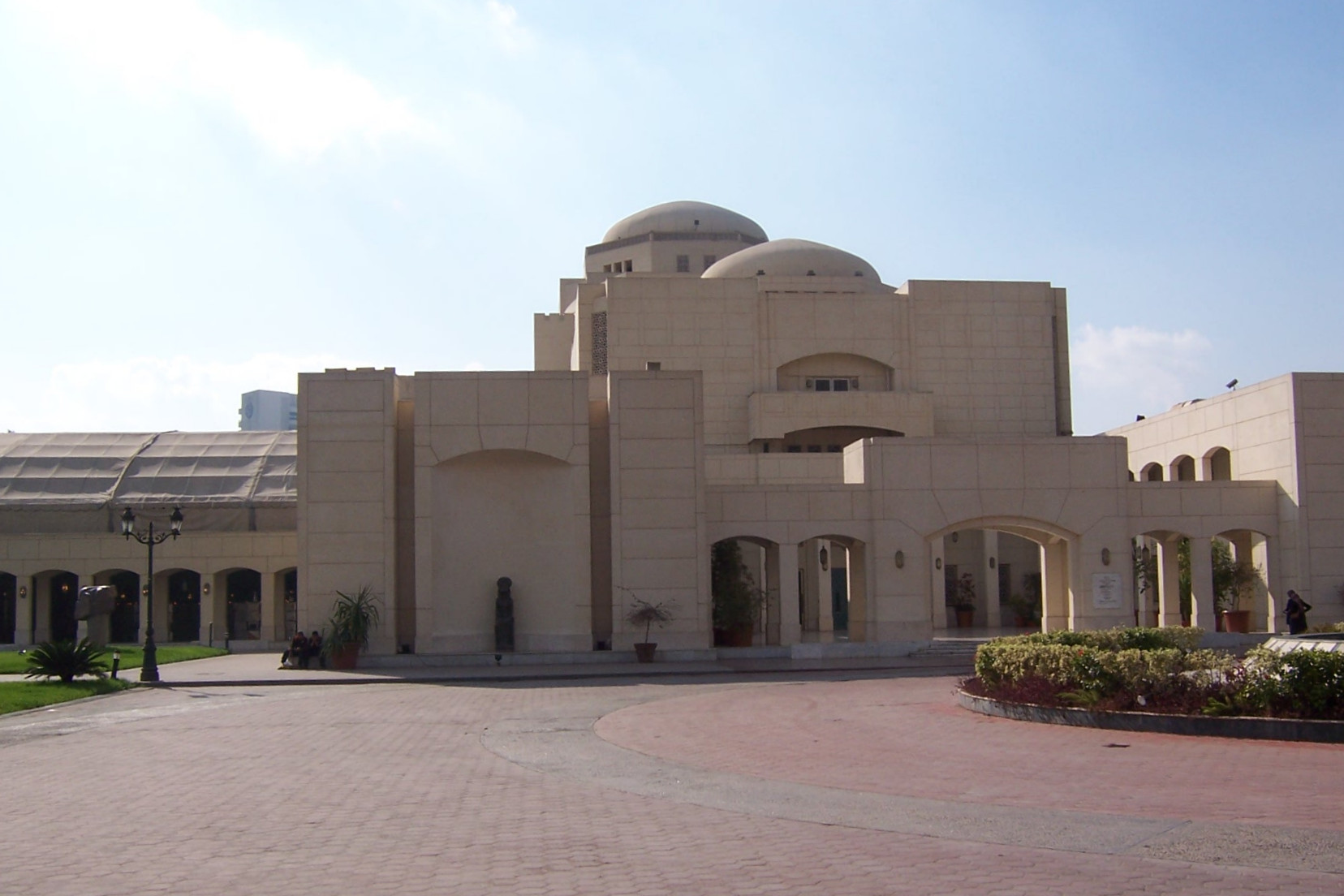
Le nouvel opéra du Caire construit en 1988 à Gezira
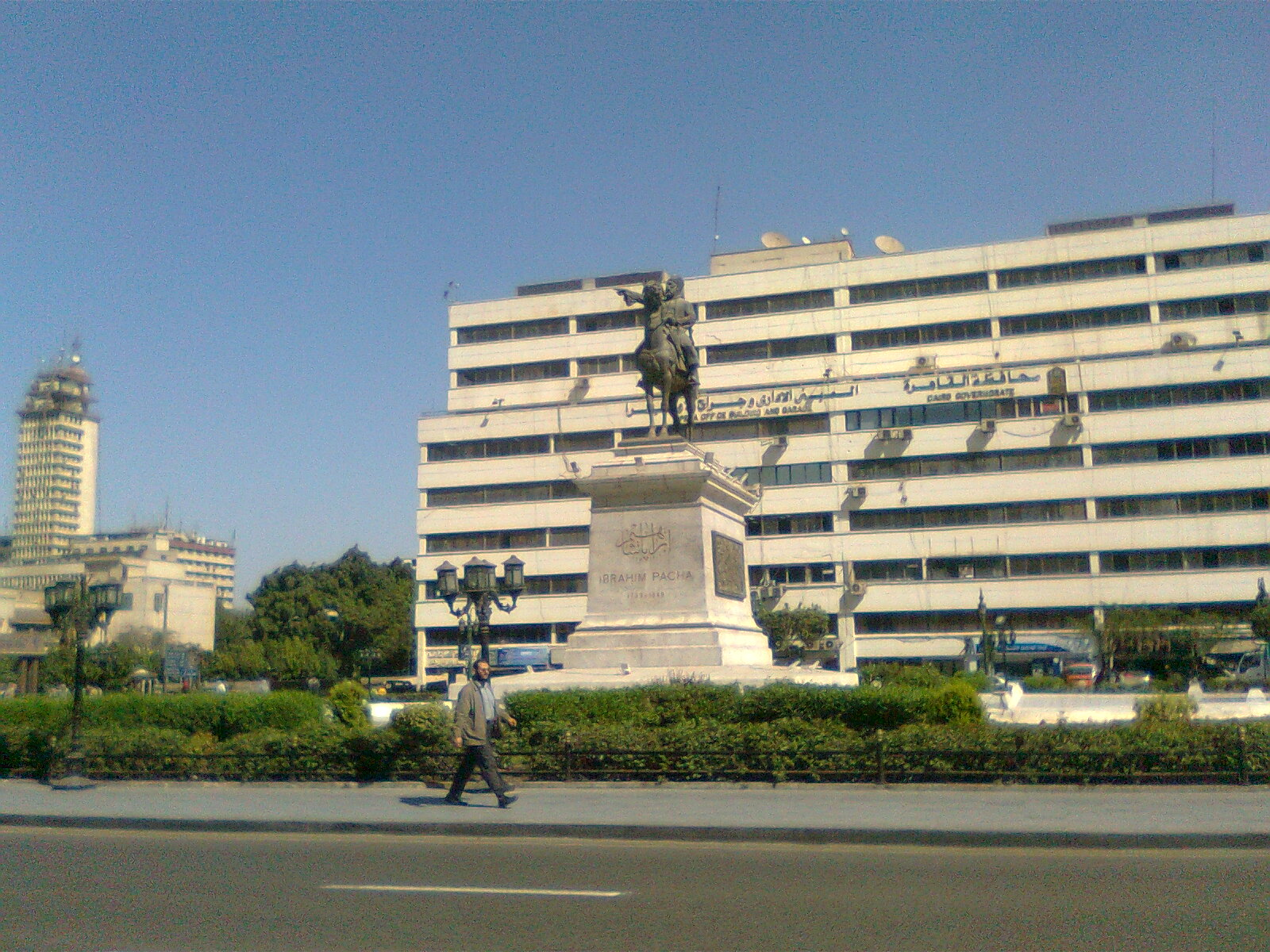
Le parking construit à l'emplacement de l'opéra

## Premières mondiales
- 1871 : Aïda de Giuseppe Verdi.